# The Grass Roots
The Grass Roots (Грасс Рутс) — американская рок-группа.
Музыкальный сайт AllMusic характеризует группу как «угрюмых поп-рокеров 1960-х и 70-х годов, удивительно стабильных хитмейкеров», которые «десятилениями оставались регулярным актом на радио», и чья серия больших хитов (самые известные из которых — «Let's Live for Today», «Midnight Confessions», «Temptation Eyes» и «Two Divided by Love») помогла «определить характер АМ-радиостанций тех времён».
История The Grass Roots довольно сложна, так как песни, изданные от имени The Grass Roots, создавались минимум тремя разными группами.
За всё историю группы The Grass Roots четырнадцать её синглов попали в первую сороковку в США, семь из них стали золотыми и один платиновым. Также два сборных альбома лучших хитов группы стали золотыми.

## Состав
- См. «The Grass Roots § Band members» в английском разделе.

## Дискография
- См. «The Grass Roots § Discography» в английском разделе.